# Manja Smits
Manja Smits, född den 27 maj 1985 i De Bilt, är en nederländsk (holländsk) politiker. Hon företräder det Socialistiska partiet och har varit parlamentsledamot sedan den 22 april 2008. Hennes fokusområden i politiken är utbildningsfrågor.